# Shenquan
Lo Shenquan (神拳, pugilato degli spiriti) è uno stile di arti marziali cinesi che si basa su pratiche energetiche volte a potenziare il corpo del praticante e a farlo evolvere spiritualmente. Ha avuto un ruolo importante nella Rivolta dei Boxer. Secondo alcuni è la contrazione del nome "Shenzu Yihequan" (神助义和拳, Pugili della giustizia  e della concordia aiutati dagli spiriti), nome utilizzato da Zhao Sanduo in sostituzione di Meihuaquan. Esso è anche un altro nome del Wenshengquan.
Le moderne correnti storiografiche tendono a individuare in questa Scuola di Pugilato, una componente autonoma e paritaria delle altre (Meihuaquan, Hongquan, ecc.), che ha partecipato fortemente alla "Rivolta dei Boxer". 

## Curiosità
- Il cartone animato che da noi è famoso come Ken il guerriero in cinese è intitolato Beitou shenquan (北斗神拳).